# Nowy Pamiętnik Fizjograficzny
Nowy Pamiętnik Fizjograficzny – czasopismo naukowe wydawane w Warszawie przez Towarzystwo Fizjograficzne.
Prace naukowe publikowane są w języku polskim wraz z angielskim streszczeniem. Dotyczą badań środowiskowych – faunistyki (szczególnie faunistyki regionalnej – informacje o pojedynczych gatunkach, bez komentarza i odniesienia do zagadnień istotnych z punktu widzenia fizjografii), florystyki oraz biogeografii. Zamieszczane są także biogramy zasłużonych fizjografów oraz przegląd ważniejszych osiągnięć i badań o charakterze fizjograficznym. Redakcję stanowią dr Waldemar Mikołajczyk (redaktor naczelny) i prof. dr hab. Anna Liana.
Nazwa czasopisma nawiązuje do „Pamiętnika Fizjograficznego”, który był wydawany w Warszawie w latach 1881–1921. Wśród redaktorów znajdowali się m.in. Tytus Chałubiński i Jerzy Aleksandrowicz. W czasopiśmie przedstawiono opracowania dotyczące botaniki, zoologii, geologii, meteorologii i antropologii.